# نهاد دینی

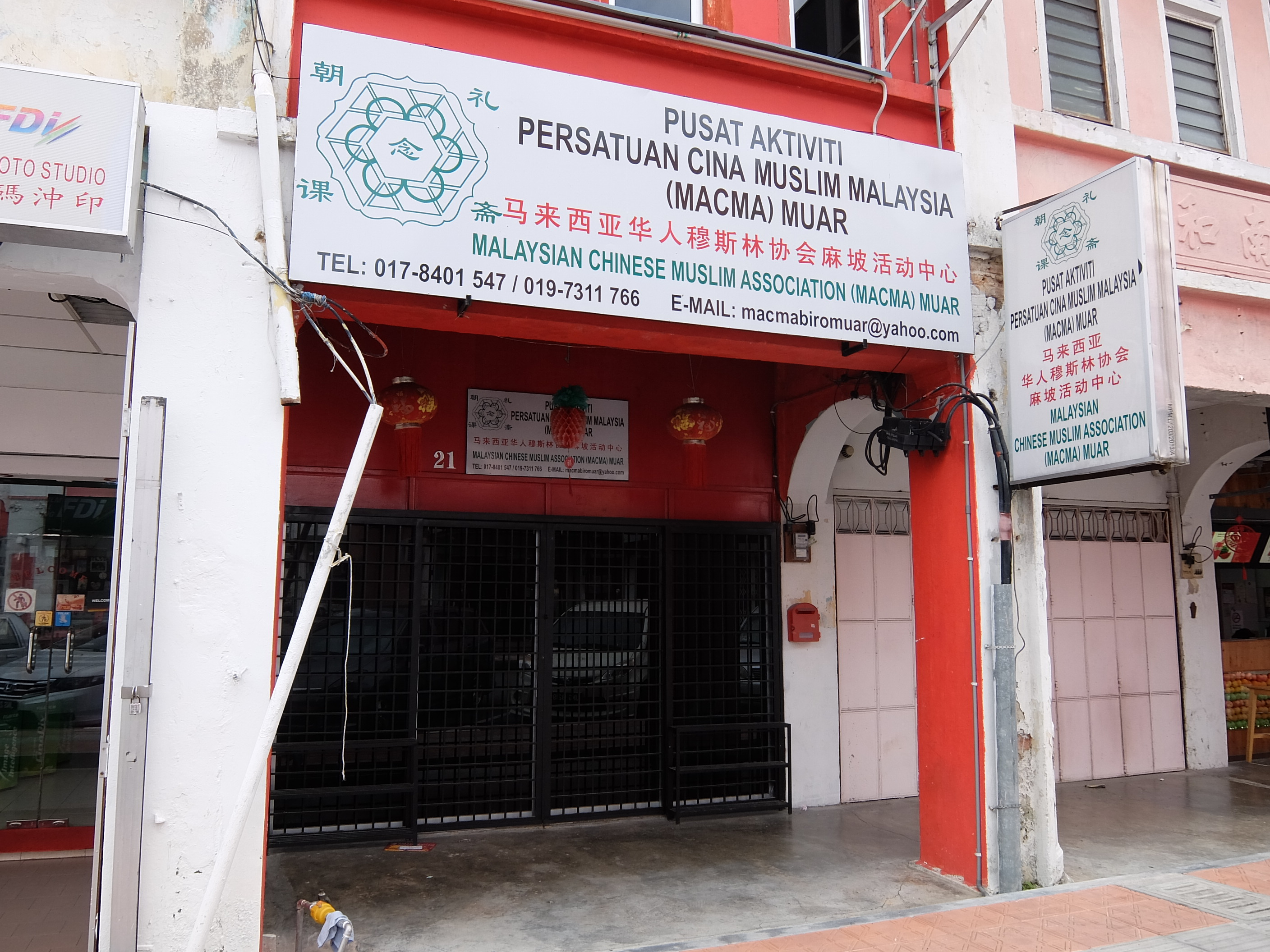
یک مرکز آموزش و پژوهش نهاد دینی

نهاد دینی به مرکز آموزش و پژوهش و تولید معرفت دینی گفته می‌شود و در آن علوم دینی تولید می‌شود. در اینکه آیا دین یک نهاد اجتماعی است یا خیر اختلافاتی وجود دارد ولی در بین جامع شناسان غالباً دین به عنوان یک نهاد اجتماعی پذیرفته شده‌است.